# 拜尔热尼·拉尔夫
拜尔热尼·拉尔夫（匈牙利語：Berzsenyi Ralph，1909年2月26日—1978年6月10日），匈牙利男子射击运动员。他曾代表匈牙利参加1936年夏季奥林匹克运动会射击比赛，获得男子50米步枪卧射银牌。